# Заморий, Пётр Константинович
Пётр Константинович (Костевич) Заморий (12 [25] июня 1906, Висунск, Херсонская губерния — 26 марта 1975, Киев) — советский украинский геолог, геоморфолог, доктор геолого-минералогических наук, профессор Киевского университета, заслуженный деятель науки и техники УССР (1959).

## Биография
Родился 12 (25) июня 1906 года в селе Висунск (ныне Березнеговатский район, Николаевская область). В 1926 году окончил Херсонский сельскохозяйственный институт. После окончания учёбы Пётр Заморий работал на Херсонской исследовательской станции (1926—1927), на Киевской краевой семенной станции (1927—1930), в тресте «Башзолото» в селе Верхний Авзян, Башкортостан, РСФСР (1941—1943).
С 1933 года, после окончания аспирантуры начал работать в Киевском институте геологических наук АН УССР (Киев). Кандидатская диссертация защищена в 1936 году. В предвоенные годы Заморий систематически работал почти на всей территории УССР в геолого-разведывательных экспедициях. С 1941 года заведовал отделом четвертичной геологии, с 1951 года — заведующий отдела геотектоники и геоморфологии. За труд «Четвертичные отложения УССР» в 1950 году присвоена учёная степень доктора геолого-минералогических наук.
Член ВКП(б) с 1943 года. В Киевском университете работал с 1944 года доцентом, в 1949—1967 годах — заведующим кафедрой геоморфологии. Преподавал курсы: «Общая геоморфология», «Геоморфология», «Четвертичная геология», «Палеогеография и палеогеоморфология», «Основы геотектоники».
Награждён Грамотой Президиума ВС УССР (1944), орденом Трудового Красного Знамени, медалью «За доблестный труд в Великой Отечественной войне 1941—1945 гг.» (1945).
Дочь Петра Замория, Татьяна, стала литературоведом, имеет степень кандидата филологических наук. Внучка, Ирина Заярная, также стала филологом, доктор наук, профессор.
Умер 26 марта 1975 года. Похоронен на Байковом кладбище Киева (старая часть).

## Научная деятельность
Автор более 200 научных трудов. Научные интересы: четвертичная геология Украины, проблемы геоморфологии Украины и Урала, геотектоники, полезных ископаемых. Внёс весомый вклад в развитие палеогеографии, применяя палеогеографический метод, реконструировал климат и ландшафтные условия формирования четвертичных отложений Украины и, в частности лёссовой формации. Значительное внимание уделял созданию четвертичных, геоморфологических, почвоведческих, неотектоничнеских карт и легенд к ним. Президент Украинского географического общества в 1957—1964 годах. В 1973—1975 годах — редактор межведомственного научного сборника «Физическая география и геоморфология».

## Труды
- Рухи земної кори за четвертинний період на території УРСР // Наук. зап. Київ. ун-ту. 1950. Т. 9, вип. 3, № 1;
- Четвертичные отложения Украинской ССР. К., 1954;
- Четвертинні відклади Української РСР. К., 1961. Ч. 1;
- Корисні копалини Української РСР. К., 1961;
- Древнеледниковый рельеф на территории Украины // 19-й Междунар. конгресс в Стокгольме. Москва, 1961.